# ネミア・ソンゲタ
ネミア・ソンゲタ（Nemia Soqeta、1985年3月4日 - ）は、フィジーのラグビー選手。

## プロフィール
- フィジー・ナンディ出身。
- ポジションはロック(LO)、ナンバーエイト(No8)。
- 身長 196cm、体重 117kg
- フィジー代表キャップは14（2020年7月現在）でラグビーワールドカップ2015のフィジー代表に選ばれた[1]。

## 略歴
ウエスレー大学、タラナキを経て、2010年、豊田自動織機シャトルズに加入。同年9月12日に行われたジャパンラグビートップリーグ第2節の三洋電機ワイルドナイツ戦にて途中出場で日本での公式戦初出場を果たす。
2012年、豊田自動織機シャトルズ退団後、
オヨナ、ビアリッツ・オランピックを経て、2018年、USダクスに加入。